# Sesto Nonio Quintiliano (console 38)
Sesto Nonio Quintiliano (in latino: Sextus Nonius Quinctilianus; 3 circa – dopo il 38) è stato un magistrato e senatore romano, console dell'Impero romano.

## Biografia

### Origini familiari
Discendente della gens Nonia, famiglia del Piceno salita alla ribalta negli anni del triumvirato e poi sotto Augusto, bisnonno di Quintiliano fu Lucio Nonio Asprenate, proconsole cesariano d'Africa nel 46 a.C. posto al comando della città di Tapso, comandante della cavalleria cesariana, forse come legato, in Spagna nel 45 a.C., e console suffetto nel 36 a.C.
I legami formati da quest'ultimo furono davvero notevoli. Da un lato, la figlia Nonia Polla sposò Lucio Volusio Saturnino, ricco console suffetto del 12 a.C. e probabilmente cugino di Tiberio e Druso maggiore: loro figli furono il console suffetto del 3, Lucio Volusio Saturnino, e una figlia che, sposata con Marco Lollio (figlio dell'omonimo console ordinario del 21 a.C.), generò Lollia Paolina, terza moglie di Caligola, e Lollia Saturnina, moglie di Decimo Valerio Asiatico console suffetto nel 35 e ordinario per la seconda volta nel 46. Dall'altro lato, il figlio Lucio Nonio Asprenate, nonno di Quintiliano e grande amico di Augusto, sposò Quintilia, sorella dello sfortunato console del 13 a.C. (e marito della pronipote di Augusto Claudia Pulcra) Publio Quintilio Varo, e della Quintilia che sposò il nipote di Augusto e console ordinario del 29 a.C. Sesto Appuleio: Asprenate padre e Quintilia ebbero Lucio Nonio Asprenate, console suffetto del 6 che sposò probabilmente una Calpurnia figlia del console ordinario del 15 a.C. Lucio Calpurnio Pisone il Pontefice e generò il console suffetto del 29 Lucio Nonio Asprenate, il console ordinario del 38 Publio Nonio Asprenate (Calpurnio Serrano?) e forse Nonio Asprenate Calpurnio Torquato. Secondo figlio di Asprenate padre e Quintilia fu Sesto Nonio Quintiliano, che prese il cognomen dalla madre, divenne console ordinario dell'8, sposò Sosia, figlia del console del 32 a.C. Gaio Sosio, ed ebbe due figli, Sesto Nonio Quintiliano e un altrimenti sconosciuto Lucio Nonio Quintiliano.

### Carriera
Il primo incarico attestato di Quintiliano è quello di tribuno della plebe, che ricoprì nel 32. Durante il suo mandato, Quintiliano, presiedendo alla curia in assenza di consoli e pretori, aveva riferito in senato di un libro sibillino che il quindecemvir sacris faciundis Lucio Caninio Gallo aveva chiesto di inserire tra gli altri libri della Sibilla tramite un senatoconsulto: dopo aver già compiuto la votazione, arrivò una lettera da parte di Tiberio che, da una parte, rimproverò in tono mite il giovane Quintiliano per la sua ignoranza dell'antico costume dovuta alla sua giovane età, e dall'altra biasimò più aspramente Gallo, che aveva interpellato il senato prima della revisione del libro sibillino da parte dei quindecemviri, andando contro le usanze. Tiberio decretò allora che anche quel libro fosse sottoposto all'esame dei quindecemviri.
Il secondo incarico vede poi Quintiliano al vertice dello stato romano. Egli fu infatti console suffetto da luglio a dicembre del 38 insieme a Servio Asinio Celere, in sostituzione della coppia di ordinari composta da Marco Aquila Giuliano e dal cugino di Quintiliano Publio Nonio Asprenate. Il consolato di Quintiliano e Celere, probabilmente designati da Caligola in persona, vide un breve allontanamento da Roma del princeps, la divinizzazione della defunta sorella Drusilla il 23 settembre, il matrimonio di Caligola con la cugina di secondo grado di Quintiliano Lollia Paolina e forse già il suo ripudio e l'avvicinamento a Milonia Cesonia, la condanna di Avillio Flacco mitigata dall'influenza dell'amico Marco Emilio Lepido, la morte del curator aquarum Marco Porcio Catone, e la risistemazione di stampo antoniano-augusteo da parte del princeps (seduto tra i consoli Quintiliano e Celere sui rostra e forse sotto una tenda di seta) di un'ampia area in Oriente con la concessione dell'Iturea a Soemo, dell'Armenia Minore e parte dell'Arabia a Coti, della Tracia orientale a Remetalce III e del Ponto a Polemone II, tutti amici di Caligola cresciuti nella casa di Antonia minore.
Dopo il suo consolato, di Quintiliano si perdono le tracce, ma è stato ipotizzato che, dal momento che lui ricoprì la magistratura plebea di tribuno della plebe ma il figlio del fratello Lucio fu nominato al collegio sacerdotale patrizio dei Salii Palatini, proprio Quintiliano, o il fratello Lucio o lo stesso figlio del fratello possano essere stati adlecti inter patricios da Claudio come censore nel 47/48, proprio come sembra essere avvenuto per il cugino di Quintiliano e console del 29 Lucio Nonio Asprenate.